# Svarožić
Svarožić (latinski: Zuarasiz ili Zuarasic; staroruski: Сварожьч) božanstvo je varirajućeg značaja u mitološkoj tradiciji istočnih i zapadnih Slavena.

## Povijesni izvori
Ruski crkveni dokumenti iz 14. stoljeća navode ga kao boga ognjišta. Moguće je da se spominje pod imenom Zuarasiz u žalbi jednoga misionara iz 1008. godine (usmjerenoj caru zbog pakta s poganima) kao božanstvo poljskog poganskog plemena Ljutića, dok je u »Ljetopisu magdeburškog kanonika Thietmara« (nakon 1015.) opisan hram s koji je Svarožiću u gradu Radogošću izgradilo ljutičko pleme Redarijaca, prema čemu se prepoznaje kao visoko božanstvo toga plemena.
Isti je taj hram u kasnijem izvoru, Gesta Hammaburgensium iz 11. stoljeća koju je napisao Adam Bremenski, opisan nakon rušenja. Grad je, međutim, ondje nazvan Retra, a Redarijci nisu spomenuti. Gesta pri tome navodi da se božanstvo koje se u hramu štovalo zvalo »Radigost«. Prema Vitomiru Belaju, nije poznato je li došlo do pogreške u zapisivanju ili autentičnog miješanja nazivlja među lokalnim stanovništvom.

## Kako je Potjeh tražio istinu
U bajci Kako je Potjeh tražio istinu Ivane Brlić-Mažuranić, braća Ljutiša, Marun i Potjeh pjevali su sljedeću pjesmu prolazeći šumom:
Moj božiću Svarožiću,
Zlatno sunce, bijeli svijet!
Moj božiću Svarožiću.
Lunajlije, lunej le!
Prema etnologinji Lidiji Bajuk, moguće je da je Mažuranić pjesmu preuzela od slavenskog manjinskog stanovništva iz Bilogore, s obzirom na to da se Svarožić ne pronalazi u hrvatskim tradicijskim inačicama pjesme. Maja Bošković-Stulli identificirala je pak Svarožićevu prisutnost u Pričama iz davnina kao utjecaj ruskog etnografa Aleksandra Nikolajeviča Afanasjeva.